# Henschel Typ Minister Stein
Die normalspurigen Tenderlokomotiven der Baureihe Henschel Typ Minister Stein waren Dampflokomotiven für den Rangier- und Werkbahnbetrieb und wurden von Henschel in der Zeit von 1936 an für verschiedene Werkbahnen gebaut. Die Lokomotiven wurden bis zum Zweiten Weltkrieg gefertigt. Es sind 17 Lokomotiven bekannt. 
Nach Kriegsausbruch wurden die Lokomotive als Verlagerungsbau in Frankreich in sechs Exemplaren weitergebaut.
Nach dem Krieg wurden die Lokomotiven unter geringen Änderungen als Reihe C 550 bis 1956 weitergebaut. Insgesamt sind 31 Lokomotiven bekannt. Diese wurden bis in die 1970er Jahre eingesetzt. Zwei Lokomotiven wurden bei Henschel Ende der 1950er Jahre zu Dampfspeicherlokomotiven umgebaut, wovon die mit der Fabriknummer 24370, die 1938 an die Mannesmannröhren-Werke geliefert wurde und 1958 umgebaut wurde, beim LWL-Industriemuseum bei der Henrichshütte in Hattingen als Denkmal vorhanden ist.

## Geschichte und Einsatz

### Vorkriegsgeschichte Minister Stein

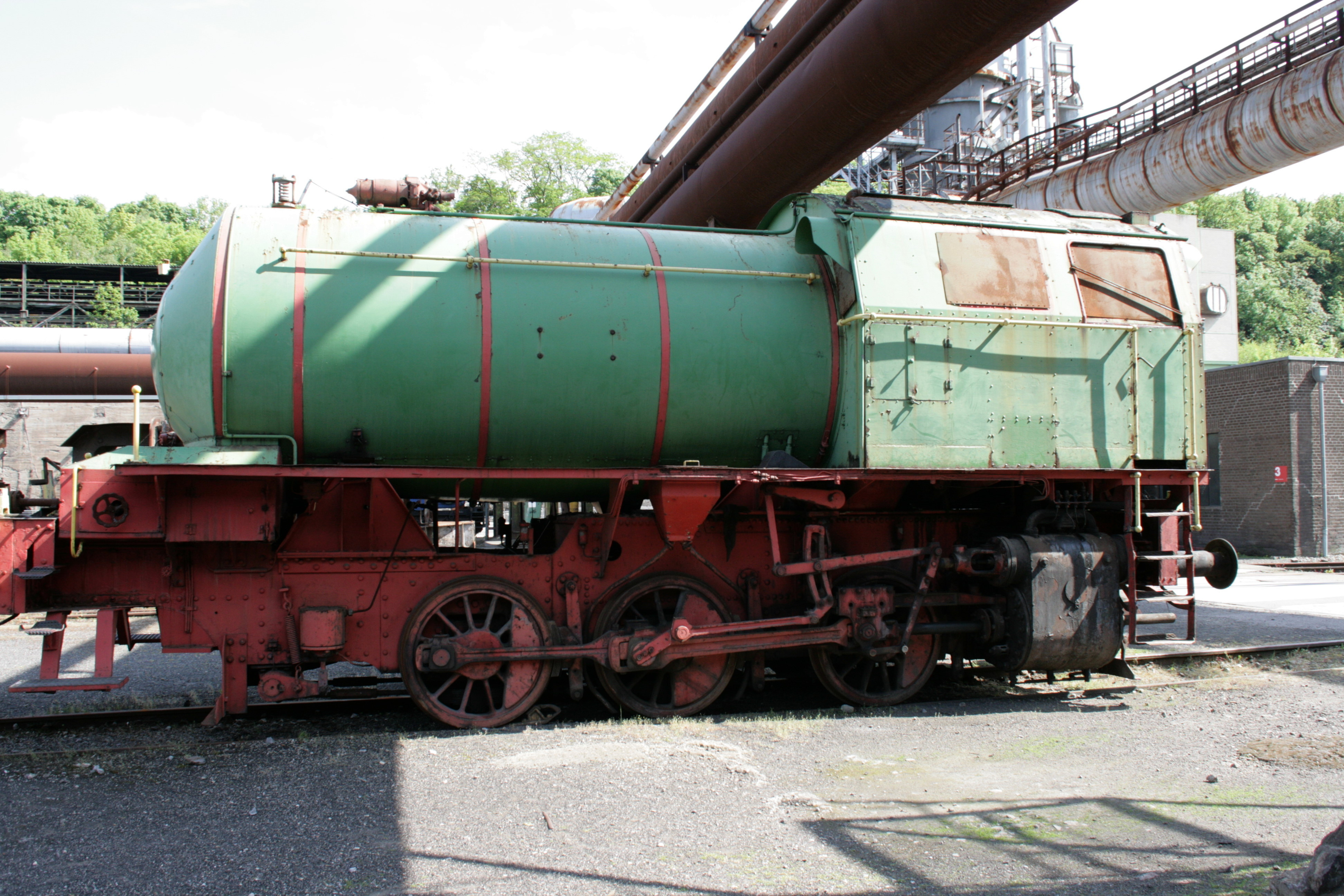
Als Dampfspeicherlokomotive umgebaute Lok in der Henrichshütte in Hattingen (2010)

#### Zeche Minister Stein
Die älteste bekannte Lokomotive mit der Fabriknummer 22958 aus dem Jahr 1936 wurde an die Zeche Minister Stein ausgeliefert. Sie trug bei der Gesellschaft die Betriebsnummer 6. 1953 wurde sie an die Gelsenkirchener Bergwerks-AG abgegeben und erhielt dort die Betriebsnummer 23. Die Lokomotive war bis 1967 in Betrieb und wurde dann ausgemustert sowie verschrottet.
Auf dieser ersten Lokomotive beruht auch die Typbezeichnung Minister Stein. 

#### Gelsenkirchener Bergwerks AG
Mit acht Exemplaren waren die Lokomotiven bei der Gelsenkirchener Bergwerks-AG am stärksten vertreten. Diese waren bis Ende der 1960er Jahre im Einsatz und wurden dann ausgemustert sowie verschrottet.

#### Mannesmann Düsseldorf
Die Fabriknummern 23703, 24370, 24948 und 25686 wurden an die Mannesmannröhren-Werke (MRW) geliefert und erhielten die Betriebsnummern 2, 5, 9 und 11. Zwei davon wurden als Dampfspeicherlokomotiven umgebaut. Bei den MRW waren die Lokomotiven am längsten in Betrieb; bei den konventionellen Lokomotiven war es die MRW 11, die 1975 als letzte ausgemustert wurde.
Die erhaltene Lokomotive mit der Fabriknummer 24370 wurde 1938 ausgeliefert, kam jedoch noch im gleichen Jahr zur Zeche Consolidation. 1955 wurde sie an die Essener Steinkohlenbergwerke weitergegeben. 1958 erfolgte der Umbau als Dampfspeicherlokomotive. Danach war sie wieder bei den Mannesmann-Werken und ab 1970 bei der Ruhrkohle AG im Einsatz. Von 1974 bis 1993 war sie bei den Rütgers-Werken in Castrop-Rauxel im Dienst, von wo aus sie als Denkmal zur Henrichshütte in Hattingen kam.

#### Verlagerungsbau Batignolles-Chatillon
Bei Batignolles-Châtillon in Nantes wurden 1942 sowie 1943 sechs Lokomotiven gebaut, wovon eine von ihnen bei Rheinmetall-Borsig in Unterlüß verwendet wurde. Die Lokomotive gelangte nach dem Krieg zu den Osthannoverschen Eisenbahnen und wurde dort als 89 121 bezeichnet. 1950 kam sie zu einem Stahlwerk des Bochumer Vereins in Bochum, wo sie 1964 ausgemustert wurde.

### Nachkriegsgeschichte C 550

#### Gelsenkirchener Bergwerks AG
Die Gelsenkirchener Bergwerks AG erhielt vier Lokomotiven, die die Bezeichnungen C18 – C21 erhielten. Sie brachten es auf etwa 20 Betriebsjahre. Die Lokomotive mit der Fabriknummer 25538 wurde mehrmals vor Museumszügen eingesetzt und 1973 verschrottet.

## Konstruktion

### Dampflokomotive
Die Lokomotiven vom Typ Minister Stein waren moderner gestaltet, besonders beim Führerhaus mit dem freien Kesseldurchblick und den Blendschutzblechen bei den Stirnfenstern.
Der Blechrahmen der Lokomotive fungierte auch als Wasserkastenrahmen. Die Kohlevorräte waren hinter dem Führerhaus gelagert. Zusätzlich wurden Wasservorräte in seitlichen Kästen gebunkert. Die Radsätze waren asymmetrisch, der zweite Radsatz wurde angetrieben. Zur Umsteuerung der Heusinger-Steuerung diente ein Steuerhebel, der außerhalb des seitlichen Wasserkastens lag. Der Kreuzkopf wurde einschienig auf der Gleitbahn geführt.
Der Kessel war zweischüssig und äußerlich bei Dampf- bzw. Sanddom nach dem Prinzip der Einheitsdampflokomotiven modern gestaltet sowie dem krempenförmigen Schornstein. Das geräumige Führerhaus war allseitig geschlossen und bot gute Arbeitsbedingungen für das Lokpersonal. Der Sandkasten wurde mechanisch gesteuert und sandete die Treibachse von vorn sowie hinten. Die Lokomotiven besaßen eine indirekte Bremse von Knorr sowie eine Wurfhebelbremse. Abgebremst wurden die Radsätze einseitig von vorn.
Bei den in Frankreich gebauten Lokomotiven besaß das Führerhaus einen zusätzlichen Türausschnitt.
Die Nachkriegsbauart C 550 besaß größere seitliche Wasserkästen, die bis an die Vorderkante des zweiten Radsatzes reichten. Dafür wurde ein Ausschnitt zur Wartung der Steuerungswelle angelegt. Der Sandkasten hatte je Seite drei Abgangsrohre, es konnte zusätzlich die hintere Achse von vorn gesandet werden.

### Dampfspeicherlokomotiven
Die feuerlosen Lokomotiven behielten lediglich das Fahrwerk. Die Aufbauten wurden gedreht, das Führerhaus wurde über den Zylindern und der Kessel davor aufgebaut. Technisch waren es Hochdruckspeicherlokomotiven mit einem Dampfdruck von 60–85 bar im Kessel. Entworfen war dieses System nach Prof. Gilli, bei dem zuerst der aus dem Hochdruck entnommene Dampf auf den Betriebsdruck von 10–14 bar reduziert und danach über einen Wärmetauscher nochmals in den Speicherkessel geführt wurde, bis er eine Betriebstemperatur von bis zu 300 °C erreichte. Dann wurde er der Dampfmaschine geführt.